# Richard Morgan
Richard Morgan, född 1965, är en brittisk science fiction- och fantasyförfattare. Han debuterade med science fiction-romanen Altered Carbon år 2002. Den kom ut i svensk översättning som 7–11 ° Celsius i september 2006 på Ordbilder förlag.
Morgan har studerat vid Cambridge university och undervisade i engelska som främmande språk innan han kunde försörja sig på sitt skrivande.